# Mosquito (album de Yeah Yeah Yeahs)
Pour les articles homonymes, voir Mosquito.
Albums de Yeah Yeah Yeahs
It's Blitz!
(2009)
Mosquito est le quatrième album studio de la formation musicale new-yorkaise Yeah Yeah Yeahs. Il est sorti le 16 avril de l'année 2013 sur le label discographique Interscope Records.

## Titres de l’album
| No  | Titre                            | Durée |
| --- | -------------------------------- | ----- |
| 1.  | Sacrilege                        | 3:51  |
| 2.  | Subway                           | 5:17  |
| 3.  | Mosquito                         | 3:00  |
| 4.  | Under the Earth                  | 4:19  |
| 5.  | Slave                            | 4:06  |
| 6.  | These Paths                      | 5:03  |
| 7.  | Area 52                          | 2:55  |
| 8.  | Buried Alive (feat. Dr. Octagon) | 5:17  |
| 9.  | Always                           | 4:07  |
| 10. | Despair                          | 4:49  |
| 11. | Wedding Song                     | 4:59  |
| 12. | Subway (NOLA Demo)               | 3:54  |
| 13. | Wedding Song (Acoustic)          | 2:54  |
| 14. | Despair (Acoustic)               | 5:00  |
| 15. | Mosquito (Live from Area 52)     | 3:24  |